# Limia dominicensis
Limia dominicensis es un pez de la familia de los pecílidos en el orden de los ciprinodontiformes.

## Morfología
Los machos pueden alcanzar los 2,6 cm de longitud total y las hembras los 2,7 cm.

## Distribución geográfica
Se encuentran en Haití y en la República Dominicana.